# Leviathan (manga)
Pour les articles homonymes, voir Léviathan (homonymie).
Leviathan (リヴァイアサン) est un manga écrit par Eiji Ōtsuka et dessiné par Yū Kinutani. Il a été prépublié dans le magazine Monthly Dengeki Comic Gao! de l'éditeur MediaWorks, et a été compilé en un total de douze volumes. Il est publié en français en intégralité aux éditions Asuka. 

## Histoire
Le Jugement Dernier annonçant l’Apocalypse il y a deux ans n’a pas eu lieu, mais les cinq gardiens de la défense et du maintien de la Paix ont disparu dans la vallée de Goreme en Turquie. Le IIIe millénaire débute paisiblement, mais la réapparition de Samizo Kôhei, l'un des cinq membres disparus, est un mauvais présage. Il semble revenu mystérieusement à la vie pour s’acquitter d’une mission, mais c’est sous une nouvelle forme qu’il exercera sa médecine empreinte de spiritisme.

## Album
Le manga a eu droit à un image album intitulé "Leviathan - Shuumatsu wo Tsugeshi Kemono" composé et arrangé par Revo (de Sound Horizon/Linked Horizon) racontant l'histoire du manga à travers ses musiques.